# 波索上尉鎮

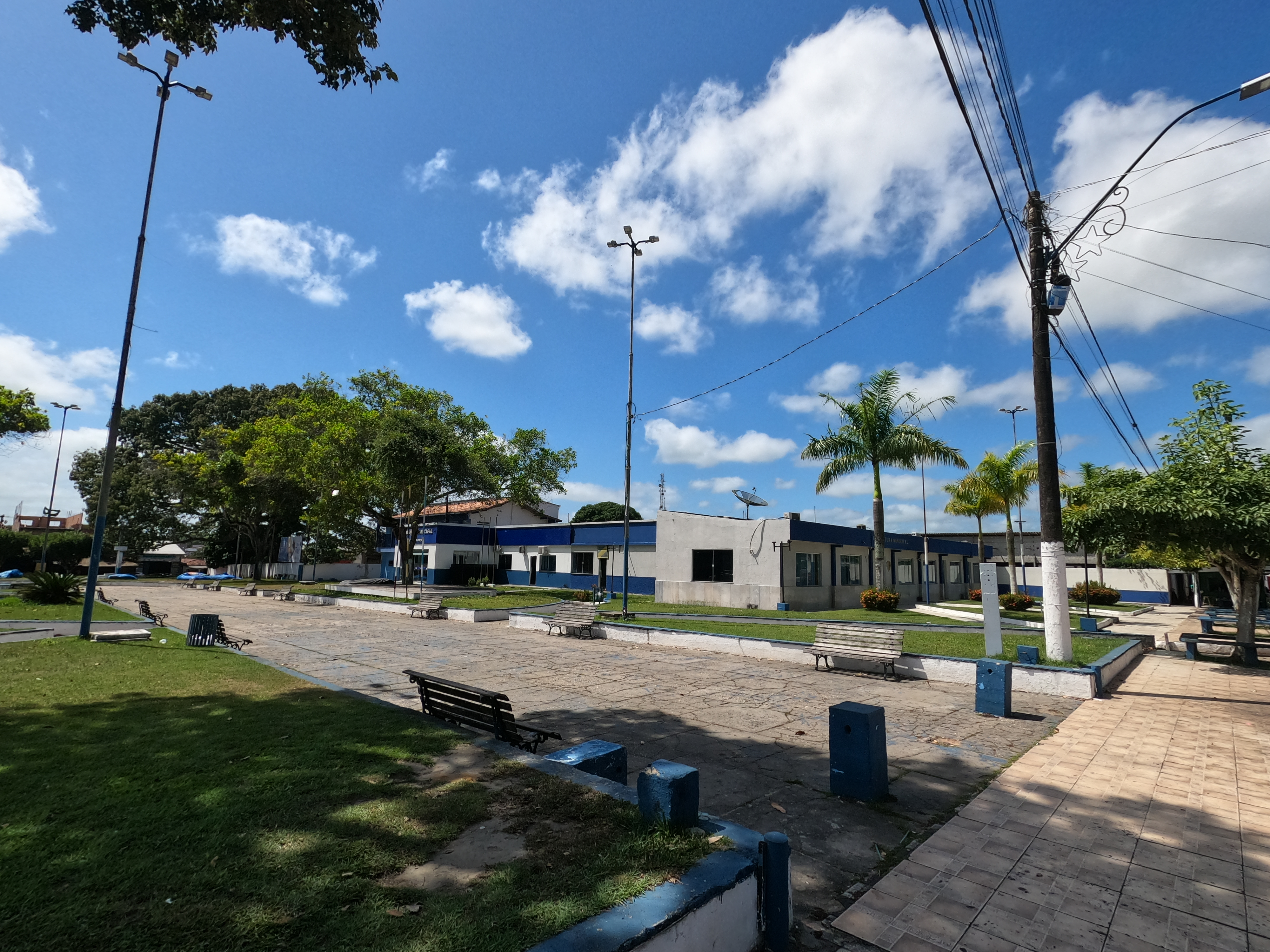
波索上尉鎮

波索上尉鎮（葡萄牙語：Capitão Poço），是巴西的城鎮，位於該國北部，由帕拉州負責管轄，始建於1961年12月29日，面積2,900平方公里，海拔高度73米，2010年人口51,899，人口密度每平方公里17.9人。